# 쿠샤

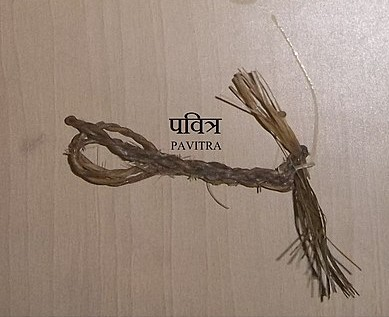
타르파남에 사용된 파비트람 잔디의 이미지.

쿠샤(산스크리트어: कुश) 또는 다르바(산스크리트어: दर्भ), 파비트람(산스크리트어: पवित्रम्)는 데스모스타치야 비핀나타 풀을 일컫는 산스크리트어 용어이다. 이 풀은 힌두교에서 문학적, 의식적으로 중요한 의미를 갖는다.
호맘 및 타르파남과 같은 베다 의식을 수행할 때 쿠샤 풀은 반지 모양이며 성직자가 오른손 약지에 착용한다.

## 문학
리그베다에는 의식을 거행할 때 쿠샤 풀에 소마를 뿌리라고 규정하고 있다.
가루다 푸라나에 따르면 쿠샤 풀은 비슈누의 머리카락에서 태어났으며, 트리무르티의 세 가지 정수를 모두 담고 있다고 한다. 쿠샤는 자주 사용해도 불순물이 되지 않는다고 알려진 여러 물질 중 하나이다.
바가바타 푸라나에는 시타가 외출할 때 평소처럼 발미키의 암자에 아들 라바를 두고 가지 않았다는 우타라 칸다의 전설이 실려있다. 전설에서 발미키는 소년의 부재를 관찰하고 어떤 동물이 그를 데려갔다고 결론을 내렸고, 시타가 아들을 잃은 슬픔을 견딜 수 없을 거라 생각한 현자는 쿠샤 풀로 똑같은 아들을 만들어 라바의 침대 위에 올려놓았다. 당황한 시타가 라바의 도플갱어를 발견하자 현자는 그가 한 일을 설명하고 소년을 라바의 쌍둥이로 키우기로 결심하고 쿠샤라는 이름을 지어줬다.
바라하 푸라나는 쿠샤드비파라는 이름의 지구의 7대륙 중 하나를 묘사하고 있는데, 이 대륙은 우유의 바다로 둘러싸여 있고 7개의 산을 포함하고 있다.